# Segonzano
Segonzano é uma comuna italiana da região do Trentino-Alto Ádige, província de Trento, com cerca de 1.437 habitantes. Estende-se por uma área de 20 km², tendo uma densidade populacional de 72 hab/km². Faz divisa com Altavalle, Baselga di Piné, Bedollo, Cembra Lisignago, Lona-Lases e Sover.